# Werner Riemann (Maler)

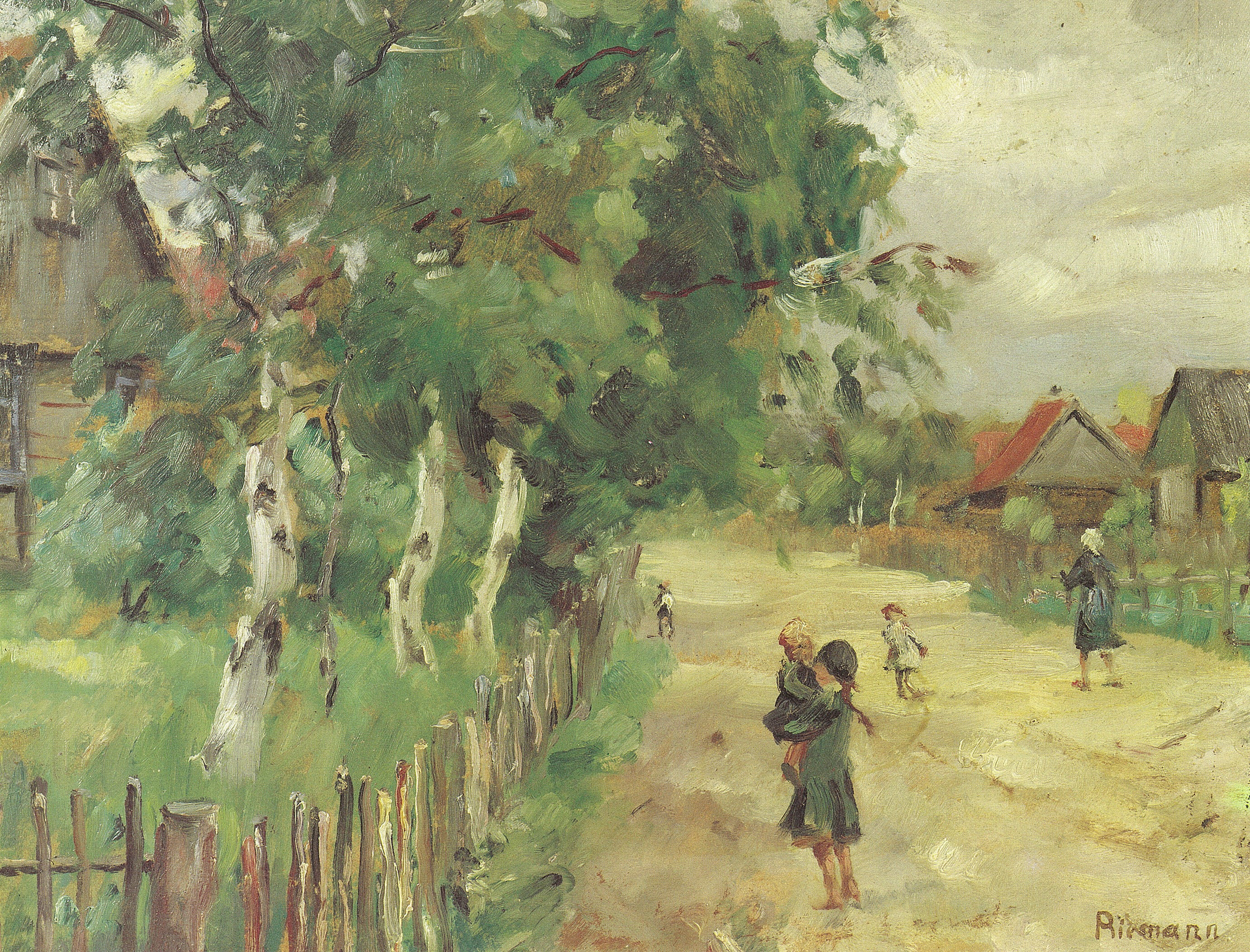
W. Riemann: Dorfstraße in Nidden

Werner Riemann (* 15. Juni 1893 in Königsberg; † 18. Januar 1936 in Pillau) war ein deutscher Maler.

## Leben
Riemann war Sohn eines Lehrers und besuchte die Realschule in Königsberg. Ab 1910 studierte er an der Kunstakademie Königsberg bei Ludwig Dettmann, Arthur Degner und Heinrich Wolff., danach an der Berliner Akademie bei Hans Baluschek und Max Liebermann. 1913 besuchte er erstmals mit Ernst Mollenhauer Nidden. Als Kriegsfreiwilliger zog er 1914 in den Ersten Weltkrieg, zuerst im 1. Leib-Husaren-Regiment Nr. 1, später im Infanterie-Regiment „Herzog Karl von Mecklenburg-Strelitz“ (6. Ostpreußisches) Nr. 43. Er wurde Offizier, 1916 mit dem Eisernen Kreuz II. Klasse ausgezeichnet und kehrte 1918 an die Königsberger Akademie zurück. Hier war er mit Eduard Bischoff befreundet. Von 1921 bis 1923 lebte und arbeitete er auf Rügen. 1924 war er kurz in Berlin, später in Königsberg, befreundet mit Karl Storch d. J. (1899–1991) und Ernst Wiechert. 1926 trat er in den preußischen Schuldienst. Das Probejahr leistete er am Hufengymnasium in Königsberg ab. 1927 kam er als Zeichenlehrer an die Oberrealschule in Pillau, wo er mit 43 Jahren starb.

## Ausstellungen
- Ein Sommer an der Ostsee – Pillau – Der Maler Werner Riemann. Ostpreußisches Landesmuseum, 2003[2]